# Truro püspöke
Truro püspöke annak a trurói egyházmegyének a feje, mely, az egyik legfiatalabb az angol egyház szervezetében, mindössze 1876-ban alapították.
Ez az egyházmegye Cornwallt foglalja magába. Bár már régóta jelen van itt a katolicizmus, az egyházmegyét az exeteri egyházmegye felosztásával Henry Philpotts püspök hozta létre 1877-ben hozta létre.
A Fry an Spyrys egy olyan csoportosulás, mely azt akarja elérni, jhogy az angol egyházat szüntessék meg Cornwallban. Azt állítja, hogy egyre nagyobb félelem van, hogy Cornwall és Exeter egyházmegyéit összevonják, Szerintük az egyház centralizál, egyre kevesebb és kevesebb egyházmegye lesz, és ezeknek is egyre kisebb jogkörük.
A központ Truróban, a trurói székesegyházban van.
Megalapítása óta a következő püspökök vezették:
1. Edward White Benson 1877-1883 – aki elhagyta Trurot, hogy Canterbury érseke legyen
2. George Howard Wilkinson 1883-1891
3. John Gott 1891-1906
4. Charles William Stubbs 1906-1912
5. Winfrid Oldfield Burrows 1912-1919
6. Frederic Sumpter Guy Warman 1919-1923
7. Walter Howard Frere 1923-1935
8. Joseph Wellington Hunkin 1935-1951
9. Edmund Robert Morgan 1951-1960
10. John Maurice Key 1960-1973
11. Graham Douglas Leonard 1973-1981 – Később London püspöke
12. Peter Mumford 1981-1989
13. Michael Ball 1990-1997
14. William Ind 1997-2008
15. Timothy Thornton 2008-